# 海山潮汐电站
28°12′45″N 121°09′41″E / 28.21254°N 121.16136°E
海山潮汐电站，是浙江省文物保护单位之一，位于中国浙江省玉环市海山乡的茅埏岛西南端。电站建于1975年，并在1986年和1996年两度进行了改造工程。截至1987年，电站合共为1,200个家庭和16个乡村企业供电，成功解决居民的照明需要，并为工业生产提供电力。

## 历史
中国大陆在1950至70年代兴起建造潮汐发电设施的风潮，因此浙江省沿海地区有一批小型潮汐发电站先后落成，此为历史背景。1970年代之初，海山人民公社（海山乡政府前身，为一群海岛）为了解决岛上用电问题，决定配合当地自然地理条件，兴建一座潮汐发电站。电站工程在1972年初启动，1973年7月开始按照浙江省水利厅所批准的双库（设有上下两个水库）、单向（只在涨潮时发电）要求来施工，1975年9月完成。电站工程耗资33.5万人民币，资金由人民公社自行筹募；工程人员以岛上居民为主，没有动用外国建设团队。
电站落成之初，碍于潮汐发电先天的间断性问题，电力供应不稳，无法满足岛上生活和生产的用电需求。于是，浙江省科学技术委员会在1984年5月将“海山潮汐电站双库、全潮、蓄能发电试验研究”列入第六个五年计划期间的关键技术研究攻关项目，为电站进行扩建和改造工程，扩大水库面积、增加水库容量、加装发电机组，从而解决发电间断的弊病。这些工程项目在1986年4月完成。自此以后，电站成功解决全岛居民的照明需要，并为工业生产提供电力，岛上因而开办了16座工厂。截至1987年，电站合共为1,200个家庭和16个乡村企业供电。此外，潮汐发电站设有水库，因此保证了岛上居民的生活和农业用水需要，令海山的抗旱能力和水稻产量得以上升。1988年1月，海山潮汐电站并入玉环县电网（玉环县现为县级市，改称玉环市）运行。
海山潮汐电站曾获得省级（浙江省）、市级（台州市）和县级（玉环市）的科技成果奖，也获列入《中国技术成果大全》、《中国实用科技成果大辞典》、《中国优秀产品走向世界》丛书，并在1994年得到联合国旗下项目“技术信息促进系统”（Technological Information Promotion System）中国国家分部所颁发的“发明创新科技之星”奖。1996年，电站进行第二次改造工程，发电机组得到更换，从而进一步提升发电量。
随着海山潮汐电站并入华东电网，发电成本高于上网电价，导致严重的价格倒挂问题，每年录得50万人民币亏损。后来，电站运营商把200亩本来用作水库区的地皮改为出租及水产养殖之用，其中140亩土地租给当地民众、60亩水塘则用作养殖贝类和海虾等水产；这些业务带来的收益能够把发电亏损抵消掉，让电站运营商得到微薄盈利。2005年，电站运营商提出扩建计划，打算新增两台发电机组，但因资金问题而未果。
海山潮汐电站在2011年列入浙江省文物保护单位。

## 结构和运作
海山潮汐电站位于海山乡茅埏岛西南端。电站属于双库单向类型，建筑结构包括：水库（分为上下两个）、闸门、泄水道建筑、堤坝、发电机组、主厂房。上库位于茅埏岛岛地势高处，由二千多米长的堤坝所包围，实际使用380亩为发电用途，设有两座进水闸和一座控制闸；下库位置较上库地势低约5米，实际使用38亩为发电用途，设有泄水洞、排水闸；两个水库中间安装了水轮机、泄水渠、冲淤闸。潮水在涨潮时由下库冲进上库、退潮时由上库冲进下库，这两个过程都能带动水轮机的叶片旋转，从而产生电力。电站厂房建于上下水库之间，内有集控装置，可用作控制所有水闸。电站建有两台发电机组，装机容量为125千瓦。